# Risanamento (entreprise)
Pour les articles homonymes, voir Risanamento.
Risanamento S.p.A. est une société immobilière cotée à la bourse de Milan dans l'indice FTSE Italia Small Cap.

## Histoire
Fin 2007, l'exposition financière de l'entreprise atteint 2,5 milliards d'euros. Elle atteint rapidement les 3 milliards, un niveau à peu près égal à la valeur des biens immobiliers.
À deux doigts de la faillite suite à l'éclatement de la bulle immobilière soutenue par le crédit bancaire, Zunino démissionne et, en 2009, les banques (la plus exposée était Intesa Sanpaolo, dirigée par Corrado Passera, avec au moins  550 millions d'euros) lancent un plan de sauvetage en convertissant leurs créances en actions.
Zunino tente en vain de vendre la zone Falck au fonds Limitless des Émirats arabes unis, afin de redonner un peu d'oxygène aux caisses de la société. Cette tentative ayant échoué, il avait dû céder la main aux banques créancières (Intesa Sanpaolo, UniCredit, Bpm, Mps, Banco Popolare) qui avaient mis en place le plan de sauvetage.
En octobre 2017, les actionnaires du groupe sont : Intesa Sanpaolo (à 48,8 %) et Unicredit (22,2 %). 28,7 % sont détenus par le marché.